# 迪尤斯灣
63°32′S 57°15′W / 63.533°S 57.250°W

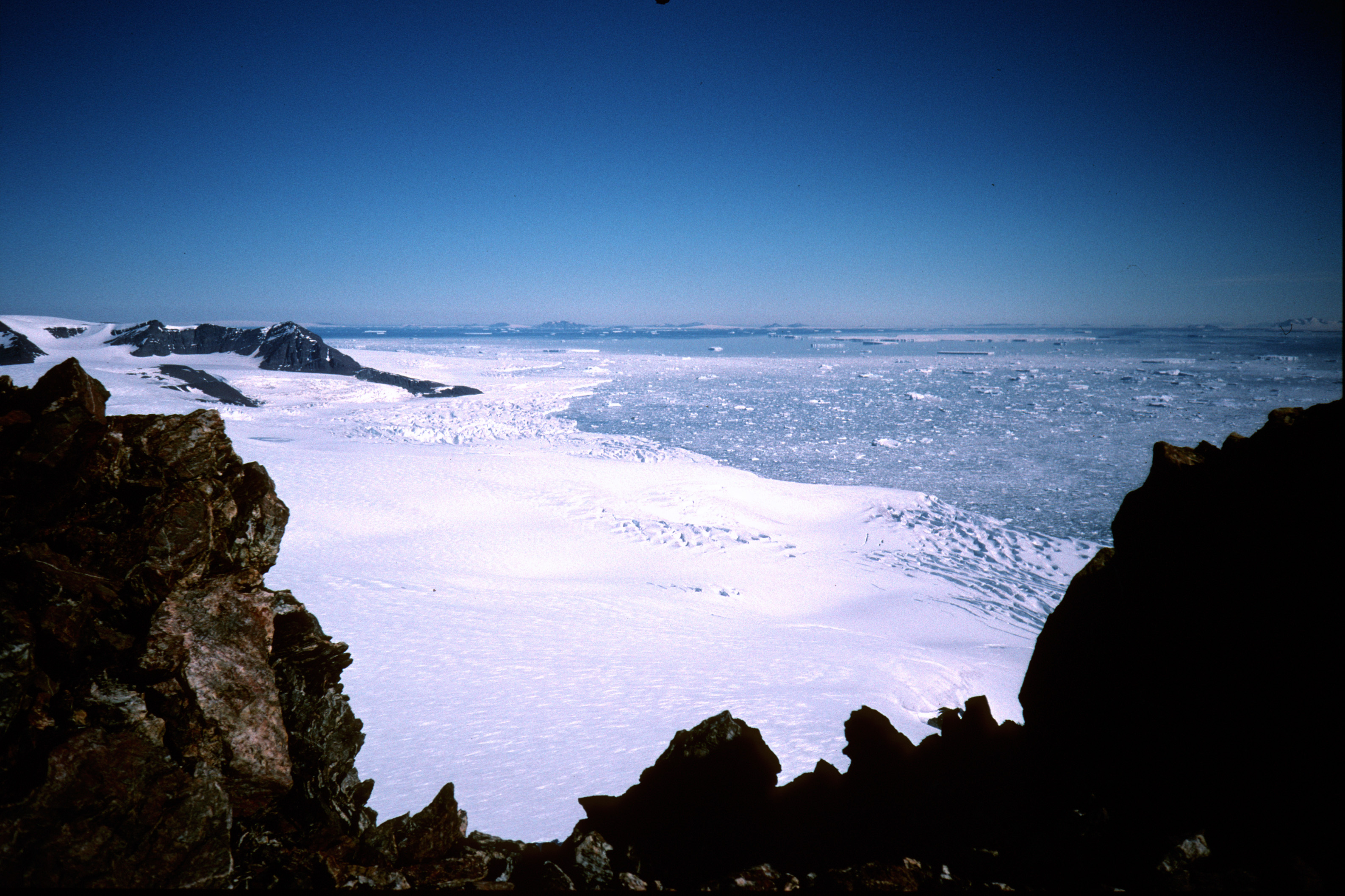

迪尤斯灣（英語：Duse Bay）是南極洲的海灣，位於葛拉漢地的特里尼蒂半島南部，處於維尤角和塔巴林半島西部之間，由瑞典探險隊發現，現時由南極條約體系管理。